# Dorcadion pedestre
Dorcadion pedestre is een keversoort uit de familie van de boktorren (Cerambycidae). De wetenschappelijke naam van de soort werd voor het eerst geldig gepubliceerd in 1761 door Nicolaus Poda von Neuhaus.